# 벨과 세바스찬
《벨과 세바스찬》(Belle et Sébastien)은 2013년 공개된 프랑스의 영화로, 세실 오브리의 동명 소설을 원작으로 한다.

## 출연

### 주연
- 펠릭스 보쉬
- 체키 카리오
- 디미트리 스토로지
- 마고 샤텔리에
- 우벵 깐셀러
- 안드레 피치만
- 메디 엘 글라위

### 조연
- 얀 올리버 슈뢰더
- 톰 소머라트

## 제작
- 원작자: 세실 오브리
- 프로듀서: 질스 레그랑
- 프로듀서: 클레망 미세레즈
- 미술: 세바스티안 버츨러
- 세트: 다프네 드봐이즈네
- 특수효과: 기 몽비야드
- 시각효과: 오렐리 라주
- 의상: 아들레이드 고슬린